# FictionBook
FictionBook es un formato abierto para archivos de libros electrónicos creado por un grupo de desarrolladores rusos encabezados por Dmitry Gribov y Matsneva Michael.  Los archivos en formato FictionBook usan la extensión .fb2, aunque a menudo los archivos FictionBook se distribuyen dentro de archivos Zip, y la mayoría de hardware y software de los lectores puede trabajar con archivos comprimidos FictionBook ( *.fb2.zip ) directamente.

## Estructura
El formato FictionBook consiste en un único archivo XML, que contiene los metadatos, el texto y las imágenes. Las imágenes se codifican en Base64, empaquetándose dentro de la etiqueta <binary>, por lo que su tamaño se incrementa en aproximadamente un 37%.  Los metadatos y los datos de texto sin formato se colocan siempre en el principio del archivo FictionBook, mientras que las imágenes se colocan al final. Esto permite que el software pueda iniciar la presentación o el procesamiento FictionBook antes de que el archivo esté disponible por completo.
El formato FictionBook, como todos los XML, no especifica la representación del documento sino que describe su estructura. Por ejemplo, existen etiquetas especiales para epígrafes (<epigraph>), versos (<poem>), citas (<cite>) e incluso líneas en blanco (<empty-line>). Adicionalmente se puede especificar la forma de presentar los elementos XML usando un subconjunto de atributos basado en el lenguaje CSS. FB2 no soporta ningún tipo de DRM.
El formato está recomendado para tratamiento automático, indexación y manejo de colecciones de libros electrónicos. Además, su conversión a otros formatos es muy sencilla al estar basado en XML.

## Lectores

### Dispositivos hardware
- Netronix EB600 y sus diferentes versiones OEM
- Papyre
- Bookeen Cybook Gen3
- Hanlin eReader / BeBook / EZ Reader
- iRex iLiad
- iRex Digital Reader 1000
- 4FFF N618 / Papyre 6.2 / Icarus Sense / bq Avant / nvsbl L337 / ONEXT Touch & Read 001 / Oyo Reader / Devo EVReader WT / ProMedia E-Book Reader / Icarus Sense / Positivo Alfa / eGriver Touch ES600 / Pandigital Novel R6E2WHK8EU / Mr.Book CLEVER
- cyberbook< E-TOUCH (Best Buy)
- Tagus

### Software
- Fiction Book Reader for Windows 8
- Cool Reader - Un lector de FB2 pequeño, rápido y open source. Funciona en Win32, Linux, Android y muchos lectores de tinta electrónica.
- FBReader. Programa que permite leer los archivos FB2 y funciona en casi cualquier plataforma y sistema operativo.
- Haali Reader. Lector de libros electrónicos para Windows CE.
- STDU Viewer - Lector de libros electrónicos de Microsoft Windows. Funciona bajo Windows  y es gratuito para uso no comercial
- Okular - Lector de libros electrónicos para el entorno de escritorio KDE 4.
- PyBookReader  - Lector de libros electrónicos opensource para Linux y FreeBSD.
- Tequilacat Book Reader  -  Lector de libros electrónicos programado en  JAVA que funciona en cualquier móvil moderno (que tenga soporte JAVA).

## Herramientas de creación
- QualityEpub - Software gratuito para Windows que permite crear un fichero FB2 de alta calidad a partir de cualquier documento de Microsoft Word (DOC, RTF, HTML, TXT). En castellano.
- bookdesigner - Programa para Windows que permite crear ficheros FB2. El programa está en inglés, pero la página de soporte está en ruso.
- FBTools - Extensión para OpenOffice.org/LibreOffice que exporta cualquier documento de este procesador de texto en formato FB2.
- genebook.de - Online platform for creating and editing ebooks.